# شوودبورس
شوودبورس (به هلندی: Schuddebeurs) یک منطقهٔ مسکونی در هلند است که در اسخائن-دایفه‌لاند واقع شده‌است. شوودبورس ۸۷ نفر جمعیت دارد.